# Cleto
Cleto – miejscowość i gmina we Włoszech, w regionie Kalabria, w prowincji Cosenza.
Według danych na rok 2004 gminę zamieszkiwały 1373 osoby, a gęstość zaludnienia wynosiła 76,3 os./km².